# Rajonchocotyle ambigone
Rajonchocotyle ambigone is een soort in de taxonomische indeling van de platwormen (Platyhelminthes). De worm is tweeslachtig en kan zowel mannelijke als vrouwelijke geslachtscellen produceren. De soort leeft in zeer vochtige omstandigheden. 
De platworm komt uit het geslacht Rajonchocotyle en behoort tot de familie Hexabothriidae. 